# Marcos Pizzelli
Marcos Pinheiro Pizzelli (armenisch Մարկոս Պինեյրո Պիցցելլի; * 3. Oktober 1984 in Piracicaba, Brasilien) ist ein ehemaliger armenischer Fußballspieler.

## Karriere

### Verein
Marcos Pizzelli kam vom brasilianischen Amateurverein São Carlos FC und begann seine Profikarriere im Jahr 2006 bei Ararat Jerewan. 2008 stand er kurzzeitig bei Fünftligist ASA Issy in Frankreich unter Vertrag. Von 2009 bis 2011 spielte der gebürtige Brasilianer beim Stadtrivalen Pjunik Jerewan. 2011 wechselte der Mittelfeldspieler in die Ukraine zu Metalurg Donezk. Seine nächsten Stationen waren die russischen Erstligisten FK Kuban Krasnodar und FK Krasnodar. Im Januar 2014 wurde er schon vom kasachischen Erstligisten FK Aqtöbe zuerst auf Leihbasis und später fest verpflichtet. Es folgten weitere Stationen bei Al-Raed, Al-Fujairah SC, Skoda Xanthi, al-Shabab und erneut FK Aqtöbe. Anfang 2020 wechselte er zum FC Ararat-Armenia und beendete dort im Februar ohne einen weiteren Einsatz seine aktive Karriere.

### Nationalmannschaft
Im Mai 2008 erhielt Marcos Pizzelli die armenische Staatsbürgerschaft. Am 28. Mai 2008 wurde er erstmals in der armenischen Nationalmannschaft eingesetzt. Bis 2019 absolvierte er insgesamt 67 Partien und erzielte dabei elf Treffer.

## Erfolge
- Armenischer Meister: 2009, 2010
- Armenischer Pokalsieger: 2008, 2009, 2010